# جورج تورنر (سياسي بريطاني)
جورج تورنر (بالإنجليزية: George Turner)‏ هو سياسي بريطاني، ولد في 9 أغسطس 1940. حزبياً، نشط في حزب العمال. في الانتخابات العامة في المملكة المتحدة 1997 ‏، انتخب عضو البرلمان الثاني والخمسون للمملكة المتحدة عن دائرة نورفولك الشمالية الغربية وقد انضم خلال فترته النيابية ‏ (1 مايو 1997 – 14 مايو 2001) للكتلة البرلمانية حزب العمال.